# Урок музыки
Урок музыки — картина, написанная голландским художником Яном Вермеером. Центральной темой этой картины является урок музыки, который получает молодая ученица. Картина была написана предположительно между 1662-1665 годами. Работа была выполнена на холсте маслом. Размер картины — 74,6x64,1 см.

## История
Картина «Урок музыки» была частью Королевской коллекции Великобритании с момента правления короля Георга III. Однако, когда был приобретён шедевр, считалось, что он принадлежит кисти художника Франца ван Мириса Старшего, так как была неверно интерпретирована подпись художника. Только с 1866 года благодаря журналисту и художественному критику Теофилю Торе-Бюргеру картину стали относить к работам Яна Вермеера. Георг III не собирался приобретать картину, но в связи с тем, что она была частью лота, проданного знаменитым меценатом и коллекционером Джозефом Смитом, который включал книги, интересовавшие короля, картина перешла в собственность монарха. Картина была куплена в 1696 году в Делфте как часть коллекции голландского типографа Якоба Диссиуса, которая включала партитуру Вермеера. В 1718 году картина была приобретена венецианским художником и коллекционером Джованни Антонио Пеллегрини. Позднее была продана Смитом вместе с коллекцией Пеллегрини.

## Материалы для рисования
Картина была исследована Германом Кюном в 1968 году. Также есть материалы по анализу пигмента на сайте Лондонской национальной галереи, где картина была включена в выставку «Вермеер и музыка: искусство любви и досуга» в 2013 году. На картине преобладают темные области, такие как сине-черный пол, окрашенный в цвет черной кости с добавлением натурального ультрамарина. Красная юбка женщины выполнена из киновари.